# Gabriel Borrell i Cardona
Gabriel Borrell i Cardona (Sabadell, 23 de novembre de 1862 - Barcelona, 6 d'octubre de 1944) va ser un arquitecte català. Va ser l'arquitecte municipal de Sant Joan Despí, de Sant Feliu de Llobregat i d'Esplugues de Llobregat.

## Biografia
Va néixer a Sabadell el 23 de novembre de 1862, al carrer del Safereig Vell, 20. Va cursar estudis a l'Escola Pia de Sabadell, durant aquests primers anys de col·legi va ser company de  Juli Batllevell i Arús i d'Enric Fatjó i Torras, que també acabarien sent com ell arquitectes. Va contreure matrimoni amb Dolors Llenas (morta en 1935) i van tenir onze fills, dels quals només viure sis. Se li coneix residència a Barcelona des 1880, primerament al Baixa de Sant Pere, i després al carrer Còrsega núm 417, en un edifici que el mateix va construir, i que utilitzaria com a despatx professional fins a la seva mort.
Va estudiar a l'Escola d'Arquitectura de Barcelona on va obtenir el títol d'arquitecte a 1887. Els seus primers treballs professionals els realitza per a l'Exposició Universal de 1888, a la Direcció d'Obres, com a ajudant de Gaietà Buïgas. Posteriorment, de 1889 a 1891 va treballar com a auxiliar facultatiu per a l'Ajuntament de Barcelona a la secció de Clavegueram i Sanejament. A 1892 va ser designat membre de la Junta de Belles Arts de Barcelona En 1895 es presenta a la convocatòria per a cobrir la plaça vacant d'arquitecte municipal de Sabadell, a aquesta també es presenten els abans esmentats, Enric Fatjó i Juli Batllevell, guanyant el concurs aquest últim.
En 1897 va ser nomenat arquitecte municipal de Sant Joan Despí, càrrec que va exercir fins a la seva mort el 1944. Paral·lelament també va treballar com a arquitecte municipal de Sant Feliu de Llobregat (1902-1933) i d'Esplugues de Llobregat (ca.1903-1920). També va treballar per compte propi en diferents poblacions catalanes, com Sabadell, Hospitalet de Llobregat, Solsona, Caldetes o Sant Esteve de Palautordera.
A partir de 1901 va exercir com a professor a l'Escola d'Arquitectura de Barcelona, d'on seria catedràtic numerari fins a la seva jubilació, el 1932. D'entre les delegacions que li van ser encarregades per l'Escola, consten les de president de la Junta Consultiva del Centre de Contractistes i Mestres Paletes de Barcelona (1902) i membre de jurats dels tribunals d'oposicions a les places d'ajudants en les Oficines d'Urbanització i Obres de l'Ajuntament de Barcelona (1903) ia les del certamen dels aprendizes de l'Ateneu Obrer d'Hostafrancs (1903). També se li va encarregar l'organització del III Congrés Nacional d'Arquitectes celebrat a Madrid el 1903. El 1904 es va fer soci numerari de la Societat Central d'Aparelladors d'Obres de Madrid, ja que també exercia com a contractista d'obres. Va participar com a ponent en diferents congressos d'arquitectura en diferents ciutats d'Espanya, així mateix també és l'autor de diversos assaigs sobre els conflictes socials i laborals i sobre les condicions de millora dels habitatges dels treballadors.